# Конвой O-703
Конвой O-703 — японський конвой часів Другої світової війни, проведення якого відбувалось у серпні 1943 року.
Конвой сформували для проведення групи суден із Рабаула (головна передова база японців на острові Нова Британія, з якої провадились операції на Соломонових островах та сході Нової Гвінеї) до Палау (важливого транспортного хабу на заході Каролінських островів).
До складу конвою O-703 увійшли транспорти «Нішияма-Мару» («Сейзан-Мару»), «Казуура-Мару» та «Ехіме-Мару», а ескорт складався з мисливців за підводними човнами CH-16 та CH-17.
У другій половині дня 17 серпня 1943 року судна вийшли з Рабаула та попрямували на північний захід.
22 серпня незадовго до полудня в районі за 550 км на південний схід від Палау підводний човен Swordfish випустив по конвою 4 торпеди, цілячись у два з його суден. У результаті поцілене й затонуло «Нішияма-Мару», загинули 3 пасажири та 4 члени екіпажу. Ескортні кораблі контратакували, скинувши 18 глибинних бомб. Останні лягли доволі близько від Swordfish та завдали певних пошкоджень, проте цим успіхи ескорту й обмежились.
Дещо пізніше інші судна прибули до Палау.